# Chữ nôm

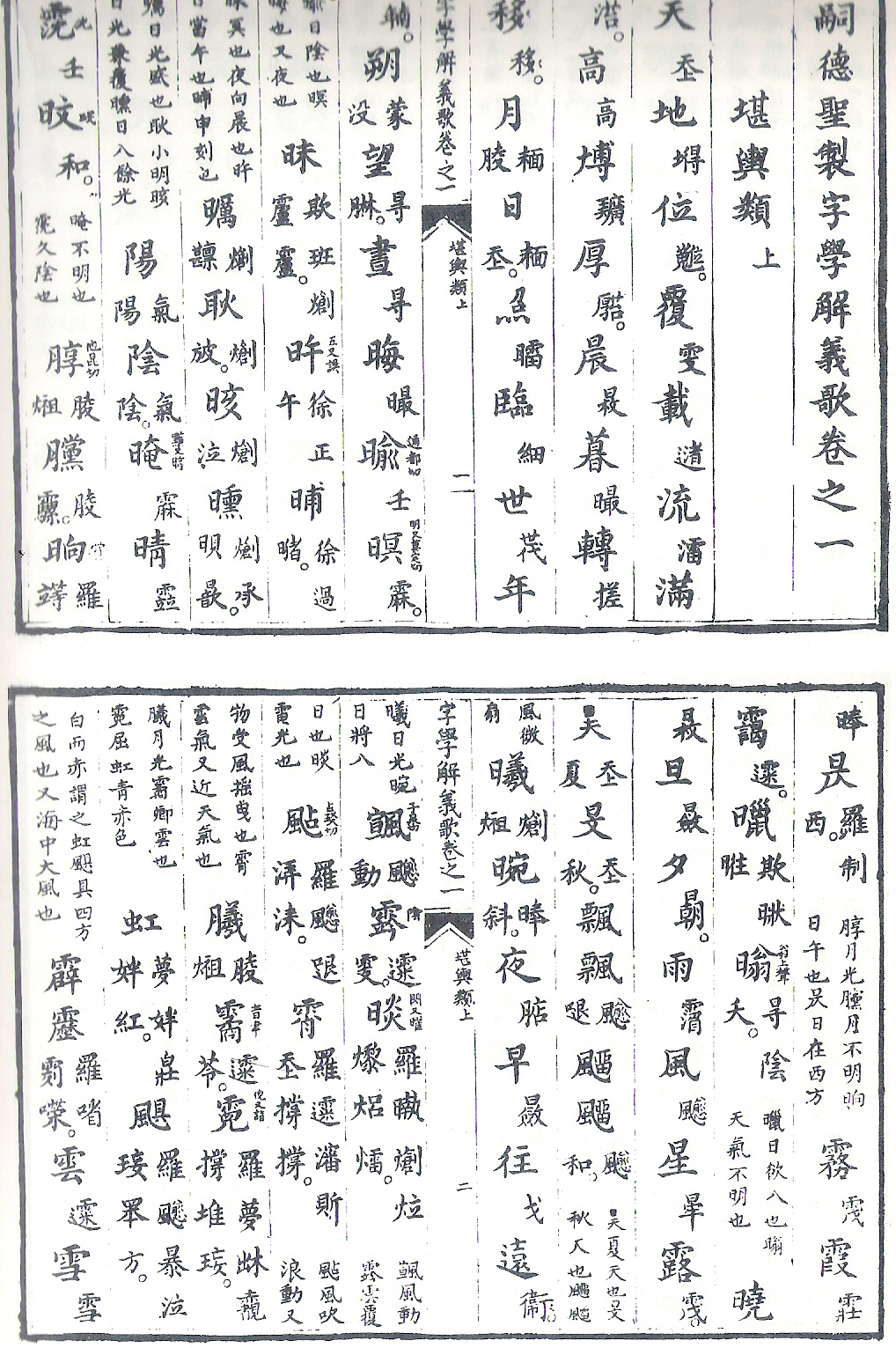
En sida ur Tự Đức Thánh Chế Tự Học Giải Nghĩa Ca (kinesiska: 嗣德聖製字學解義歌), en nybörjarbok från 1800-talet i kinesiska tecken för vietnamesiska barn. Boken anses vara skriven av kejsar Tự Đức, den fjärde kejsaren av Nguyễn-dynastin. I läroboken används chữ nôm för att översätta de kinesiska tecknen; till exempel står 𡗶 som översättning av 天.

Chữ nôm (字喃, 𡨸喃 eller 𡦂喃; ordagrant översatt "sydliga tecken") eller chữ Hán-nôm ”kinesiska och sydliga tecken” är ett numera föråldrat skriftsystem för vietnamesiska. Det använder sig av kinesiska tecken och andra tecken bildade efter kinesiskt mönster. Det tidigaste exemplet på chữ nôm är från 1200-talet. Skriften användes så gott som enbart av vietnamesiska eliter, mest för att skriva ner vietnamesisk litteratur (formella texter skrevs i allmänhet inte på vietnamesiska utan på klassisk kinesiska). Chữ nôm är idag helt ersatt av quốc ngữ, en skrift baserad på det latinska alfabetet.

## Historia
Användandet av kinesiska tecken för att återge vietnamesiska ord kan spåras till 布蓋, en del av Phùng Hưngs postuma titel, en nationalhjälte som tillfälligt lyckades återvinna kontrollen över landet från kineserna i slutet av 700-talet. Dessa bägge skrivtecken kanske återger bố cái, "far och mor" (d.v.s. lika vördnadsvärd som ett föräldrapar), eller vua cái, "stor kung". Under 900-talet döpte Dinh-dynastins grundare landet till Đại Cồ Việt (大瞿越). Det andra tecknet i den titeln ett ytterligare ett tidigt exempel på att man använt ett kinesiskt tecken för att återge ett inhemskt vietnamesiskt ord, fast man vet inte vilket ord som avsågs (DeFrancis 1977:21-23). 
Fram till 1970-talet trodde man att den äldsta bevarade texten på vietnamesiska var en steninskription från 1343 där ungefär 20 byar namngavs med kinesiska tecken. 1970 rapporterades emellertid ett fynd av en stele vid ett tempel i Bảo Ân från 1209, där 18 kinesiska tecken användes för att återge namn på byar och personer som donerat åkermark till pagoden. Den första litterära texten på vietnamesiska kom 1282, då justitieministern Nguyễn Thuyên skrev en besvärjelse på vers som kastades i Röda floden för att jaga bort en krokodil (DeFrancis 1977:23-24). 
Det var i allmänhet bara eliten som hade kunskaper i chữ nôm, som användes som ett hjälpmedel vid undervisningen i kinesiska tecken (DeFrancis 1977:30). Efter uppkomsten av chữ nôm skapades en stor mängd vietnamesisk litteratur av många kända författare, däribland Nguyễn Trãi på 1400-talet, som kvarlämnat den äldsta bevarade samlingen dikter i nôm. Vietnams litteratur blomstrade på 1700-talet, då Nguyễn Du skrev sin Kim och Kieu och Hồ Xuân Hương sina dikter. Dessa verk cirkulerade muntligt i byarna, så även analfabeter hade tillgång till nôm-litteraturen (DeFrancis 1977:44-46).
Å andra sidan skrevs formella texter fortfarande i allmänhet på klassisk kinesiska. Ett undantag var under den kortvariga Ho-dynastin (1400-1407), då kinesiskan avskaffades och vietnamesiskan upphöjdes till officiellt språk. Den följande kinesiska invasionen gjorde dock slut på detta. Det vietnamesiska språket och dess skrivna form chữ nôm blev ett verktyg för politisk kamp under Lê-dynastin (1428-1788), vilket ledde till att det förbjöds 1663, 1718 och 1760. Under Tây Sơn-dynastin (1788–1802) gjordes ett sista försök att ge skriften officiell status, men det stoppades av den följande Nguyễn-dynastin (1802-1945). Gia Long, Nguyễn-dynastins grundare, hade stött chữ nôm innan han blev kejsare, men återgick till den klassiska kinesiskan så snart han tagit makten (Hannas 1997:83-84).
Från andra halvan av 1800-talet och framåt motarbetade eller förbjöd det franska kolonialstyret användandet av klassisk kinesiska. 1915 och 1918-1919 avskaffades de traditionella konfucianska examina, i vilka det varit viktigt att behärska klassisk kinesiska. Kinesiskans tillbakagång i Vietnam innebar en tillbakagång även för chữ nôm, eftersom skrivtecknen är så nära förbundna (DeFrancis 1977:179). Under första halvan av 1900-talet dog chu nom ut efter hand som quốc ngữ blev alltmer standardiserat och populärt.

## Teckentyper
Man kan dela in nôm-tecknen i två grupper: tecken lånade från kinesiskan och tecken skapade för vietnamesiskan.

### Lånade tecken
I chữ nôm används tecken lånade från kinesiskan för att:
1. återge kinesiska lånord. En del tecken hade två uttal, ett mer assimilerat till vietnamesiskans ljudsystem och ett annat mer likt det ursprungliga kinesiska uttalet (som i medeltidskinesiska. Exempelvis kan 本 ("rot", "grundval") uttalas antingen som vốn eller bản; det förra uttalet är det mera assimilerade "nôm-utalet" medan det senare är det så kallade "sinovietnamesiska uttalet". Man kan lägga till ett diakritiskt tecken till tecknet för att ange att det "inhemska" uttalet avses. När 本 ska läsas som vốn skrivs det 本㆑, med en diakrit uppe till höger.
2. återge inhemska vietnamesiska ord. Exempelvis kan 沒 stå för ordet một ("ett"). I detta fall används 沒 rent fonetiskt och oberoende av vad det betyder på kinesiska. Hannas (1997:81) uppger att han inte hittat ett enda exempel på att ett kinesiskt tecken skulle ha använts semantiskt för att återge ett vietnamesiskt ord; med andra ord skulle det bara förekomma "on-uttal" och inga "kun-uttal" för kinesiska tecken på vietnamesiska, för att göra en analogi med japanskans kanji. Dock ger Zhou (1998:223) några exempel på "kun-uttal" i chữ nôm.

### Nyskapade tecken
De nyskapade tecknen kan indelas i:
1. semantisk-fonetiska, som består av två delar där den ena (ett inlånat tecken eller en radikal anger vilket semantiskt fält tecknet tillhör, eller helt enkelt vad tecknet betyder, och den andra (ett inlånat tecken eller ett nyskapat) tecknets ungefärliga uttal. Till exempel är 𠀧 (ba "tre") uppbyggt av 巴 som fonetisk del och 三 som semantisk del. Detta är den vanligaste typen bland de nyskapade tecknen.
2. semantiskt sammansatta tecken, vilka består av två kinesiska tecken med likartad betydelse. Till exempel är 𡗶 (trời "himmel) uppbyggt av 天 ("himmel") och 上 ("över").
3. modifierade kinesiska tecken, vars samband med de ursprungliga tecknen är antingen semantiskt eller fonetiskt. Exempelvis är nômtecknet 𧘇 (ấy "den där") en förenklad form av det kinesiska tecknet 衣 och de uttalas ungefär likadant; nôm-tecknet 爫 (làm "göra, arbeta") är en förenklad form av kinesiskans 為, med ungefär samma betydelse.

## Standardisering
1867 föreslog reformivraren Nguyễn Trường Tộ att chữ nôm skulle standardiseras (samt den klassiska kinesiskan avskaffas), men det nya systemet, som han kallade quốc âm Hán tự (國音漢字 "kinesiska tecken med riksuttal"), förkastades av kejsar Tự Đức (DeFrancis 1977:101-105). Eftersom chữ nôm aldrig fick en officiell standard kan vietnamesiska ord återges med flera nôm-tecken. Så kan själva ordet chữ ("tecken, bokstav"), ett kinesiskt lånord, skrivas antingen 字 (kinesiskt tecken), 𡦂 (nyskapat tecken, semantiskt sammansatt) eller 𡨸 (nyskapat tecken, semantisk-fonetiskt). För att ta ett annat exempel kan ordet béo ("fet", "flottig") skrivas antingen 脿 eller . Bägge tecknen är nyskapade tecken med semantisk-fonetisk uppbyggnad; det är ljudangivaren som skiljer (表 vs. 報).

## Mjukvara förchữ nôm
Det finns ett antal mjukvaruverktyg som producerar nomtecken om man skriver in vietnamesiska ord i quốc ngữ:
- HanNomIME, som gör att man i Windows kan skriva kinesiska tecken och chữ nôm.
- Vietnamese Keyboard Set ], som gör att man i Mac OS X kan skriva kinesiska tecken och chữ nôm.
- WinVNKey för Windows. Denna stöder såväl chữ nôm som traditionell och förenklad kinesiska.

Teckensnitt i chữ nôm:
- VietUnicode, en Unicodefont där nôm-tecken ingår. Det ligger på SourceForge. Projektets hemsida är http://vietunicode.sourceforge.net/. Man kan ladda ner TrueTypefonter från http://sourceforge.net/projects/vietunicode/ (ladda ner filen hannom.zip).